# Ticket to Ride (альбом)
Offering — дебютный студийный альбом американского дуэта The Carpenters, выпущенный в 1969 году на лейбле A&M Records. С альбома был выпущен единственный сингл — песня «Ticket to Ride», которая смогла войти в первую двадцатку чарта Easy Listening, в то время как сама пластинка стала коммерческим провалом и не попала в чарты.
В 1970 году, когда к группе пришла популярность, решено было переиздать альбом под новым названием Ticket to Ride и с другой обложкой. Со второго раза альбом смог попасть в альбомный чарт Billboard Top LP’s на 150-ю позицию, а также вошёл в топ-20 чартов Австралии и Великобритании.

## Список композиций
Слова и музыка всех песен — Ричард Карпентер и Джон Беттис, если не указано иное. Ведущий вокал — Карен Карпентер, если не указано иное.
| №  | Название                                          | Автор(ы)         | Длительность |
| -- | ------------------------------------------------- | ---------------- | ------------ |
| 1. | «Invocation» (вокал: Карен и Ричард Карпентеры)   |                  | 1:00         |
| 2. | «Your Wonderful Parade» (вокал: Ричард Карпентер) |                  | 2:57         |
| 3. | «Someday»                                         |                  | 5:13         |
| 4. | «Get Together» (вокал: Ричард Карпентер)          | Чет Пауэрс       | 2:32         |
| 5. | «All of My Life»                                  | Ричард Карпентер | 3:00         |
| 6. | «Turn Away» (вокал: Ричард Карпентер)             |                  | 3:09         |

| №                   | Название                                                    | Автор(ы)                   | Длительность |
| ------------------- | ----------------------------------------------------------- | -------------------------- | ------------ |
| 7.                  | «Ticket to Ride»                                            | Джон Леннон, Пол Маккартни | 4:10         |
| 8.                  | «Don’t Be Afraid»                                           | Ричард Карпентер           | 2:05         |
| 9.                  | «What’s the Use» (вокал: Ричард Карпентер)                  |                            | 2:43         |
| 10.                 | «All I Can Do»                                              |                            | 1:42         |
| 11.                 | «Eve»                                                       |                            | 2:51         |
| 12.                 | «Nowadays Clancy Can’t Even Sing» (вокал: Ричард Карпентер) | Нил Янг                    | 4:15         |
| 13.                 | «Benediction» (вокал: Карен и Ричард Карпентеры)            |                            | 0:40         |
| Общая длительность: | Общая длительность:                                         | Общая длительность:        | 36:17        |

## Участники записи
Приведены по сведениям базы данных Discogs.
The Carpenters:
- Карен Карпентер — ведущий вокал, бэк-вокал, ударные, бас-гитара (в песнях «All of My Life» и «Eve»)[12]
- Ричард Карпентер — ведущий вокал, бэк-вокал, фортепиано, электронное пианино Wurlitzer[англ.], клавесин

Приглашённые музыканты:
- Джо Осборн[англ.] — бас-гитара
- Боб Мессенджер — бас-гитара
- Гэри Симс — гитара (в песне «All of My Life»)
- Герб Алперт — шейкеры

Технический персонал:
- Джек Догерти[англ.] — музыкальный продюсер
- Рэй Герхардт — звукорежиссёр
- Том Уилкс — арт-директор
- Джим МакКрари[англ.] — фотографии
- Берни Грундман[англ.], Ричард Карпентер — ремастеринг в Bernie Grundman Mastering

## Позиции в хит-парадах
Еженедельные чарты:
| Год       | Хит-парад                        | Высшая позиция | Пребывание в чарте |
| --------- | -------------------------------- | -------------- | ------------------ |
| 1971—1972 | Австралия (Kent Music Report)    | 19             | нет данных         |
| 1971—1972 | Великобритания (UK Albums Chart) | 20             | 5 недель           |
| 1971—1972 | США (Billboard Top LP’s)         | 150            | 16 недель          |
| 1971—1972 | Япония (Oricon LP Chart)         | 88             | 4 недели           |